# Tim Mayotte
Timothy Mayotte (* 3. srpna 1960 Springfield) je bývalý americký tenista, známý pod přezdívkou „Gentleman Tim“. Svým stylem servis-volej se prosazoval především na tvrdém povrchu.
Jako student Stanfordovy univerzity vyhrál v roce 1981 univerzitní mistrovství. V profesionální kariéře vyhrál dvanáct turnajů ATP ve dvouhře a jeden ve čtyřhře (spolu se starším bratrem Chrisem Mayottem). Jeho největším grandslamovým úspěchem bylo semifinále Wimbledonu 1982 a Australian Open 1983. Při návratu tenisu na olympiádu v roce 1988 postoupil v mužské dvouhře do finále, kde prohrál s Miloslavem Mečířem. Za daviscupový tým Spojených států amerických odehrál v letech 1986 a 1987 pět zápasů, z toho jeden vyhrál. V roce 1981 získal Cenu ATP pro nováčka roku, jeho nejlepším umístěním na světovém žebříčku byla sedmá příčka v říjnu 1988. Po ukončení aktivní kariéry v roce 1992 se stal trenérem United States Tennis Association.